# R.E.M.
R.E.M. (ар-и-эм) — американская рок-группа, сформированная в городе Атенс (штат Джорджия) в 1980 году музыкантами Майклом Стайпом (вокал), Питером Баком (гитара), Майком Миллзом (бас-гитара) и Биллом Берри (ударные и перкуссия). Один из наиболее важных и авторитетных коллективов, оказавших влияние на альтернативный рок. Группа почти сразу привлекла к себе внимание аудитории мелодичным гитарным звучанием, в котором часто использовалось арпеджио, и характерным вокалом фронтмена. В 1981 году R.E.M. выпустила на независимом лейбле Hib-Tone свой первый сингл «Radio Free Europe». В 1983 году последовало издание дебютного альбома Murmur, положительно встреченного критиками. В течение последующих нескольких лет сформировалась творческая репутация группы как успешного андеграундного коллектива, особенно популярного на студенческих радиостанциях. 1987 год стал прорывом для R.E.M.: группа выпустила успешный сингл «The One I Love», благодаря чему стала известна массовой аудитории. Годом позже музыканты подписали контракт с ведущим лейблом Warner Bros. и выпустили альбом Green. Этот диск принёс группе международную славу и разошёлся тиражом более четырёх миллионов экземпляров, R.E.M. начали выступать на больших площадках и гастролировать по всему миру. К тому моменту сформировался характерный музыкальный стиль R.E.M.: инди-рок с элементами постпанка и фолка.
В начале 1990-х, когда альтернативный рок стал пользоваться успехом среди массового слушателя, участники R.E.M., считавшиеся пионерами жанра, выпустили два своих наиболее коммерчески успешных альбома — Out of Time (1991) и Automatic for the People (1992), причём стиль последнего отличался от традиционного звучания группы. Диск 1994 года Monster вернул группу к более привычным рок-канонам. В поддержку пластинки R.E.M. организовали первое турне за последние шесть лет, однако оно было омрачено болезнью музыкантов. В 1996 году коллектив продлил контракт с лейблом Warner Bros.: сумма сделки составляла 80 млн долларов, и на тот момент это был самый дорогой контракт в шоу-бизнесе. В следующем году Билл Берри покинул группу, оставшиеся музыканты продолжили свой творческий путь как трио. Пройдя через некоторые изменения в музыкальном стиле, следующее десятилетие прошло для музыкантов с переменным успехом со стороны критиков и аудитории. В 2007 году R.E.M. были введены в Зал славы рок-н-ролла.
Коллектив просуществовал 31 год, о его окончательном расформировании было сообщено 21 сентября 2011 года. В конце 2011 года была издана компиляция Part Lies, Part Heart, Part Truth, Part Garbage 1982–2011, она содержала песни со всех альбомов R.E.M., что стало символической точкой в карьере группы.
Название группы расшифровывается как «Rapid Eye Movement» — медицинская аббревиатура, означающая быстрые движения глаз. В физиологии это один из признаков так называемой «фазы быстрого сна» — фазы, в которую спящий видит сновидения.

## История группы

### Формирование: 1980—1981
В январе 1980 года Майкл Стайп и Питер Бак встретились в одном из музыкальных магазинов города Атенс, в котором работал Бак. Юноши обнаружили, что они разделяют общие музыкальные вкусы в музыке, особенно им нравились стили панк-рок и протопанк таких исполнителей, как Патти Смит, Television, и Velvet Underground. Позже Стайп сказал: «Выходит, что я покупал все записи, которые он [Бак] откладывал для себя». Вскоре Стайп и Бак познакомились со студентами университета Джорджии — Майком Миллзом и Биллом Берри, которые играли вместе ещё со школы. Все четверо договорились о сотрудничестве, рассчитанном на несколько песен — позднее Стайп заметил, что «ни у кого из них не было больших планов». Всё ещё не имевшая названия группа прорепетировала несколько месяцев и сыграла свой первый концерт 5 апреля 1980 года на дне рождения у друга. После рассмотрения таких названий, как «Twisted Kites», «Cans of Piss» и «Negro Wives», музыканты остановились на «R.E.M.», которое Стайп выбрал наобум из словаря.

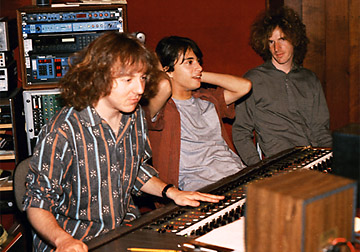
Митч Истер (за пультом) играл важную роль в формировании звучания группы, продюсируя весь их материал в течение 1983 года

Уже в первой половине 1980 года участники группы бросили университет, чтобы сосредоточиться на своей музыкальной карьере. Они познакомились со своим будущим импресарио — Джеферсоном Холтом, владельцем магазина звукозаписей, который был столь впечатлён выступлением R.E.M. в его родном городе Чапел-Хилл, что переехал в Атенс. Группа быстро добилась успеха в своём родном городе и близлежащих штатах; количество зрителей на концертах росло в геометрической прогрессии, что вызвало определённое недовольство среди музыкального сообщества Атенс. В течение следующих полутора лет R.E.M. гастролировали по всей южной части Соединённых Штатов. Турне проходили в сложных условиях, поскольку гастрольных схем для альтернативных рок-групп тогда ещё не существовало. Музыканты переезжали из города в город в старом голубом фургоне, которым управлял Джеферсон Холт, получая от него на еду по 2 доллара в день.
Летом 1981 года R.E.M. записали свой первый сингл «Radio Free Europe» с продюсером Митчем Истером на студии Drive-In Studios в городе Уинстон-Сейлеме (штат Северная Каролина). Сингл был выпущен на местном независимом лейбле Hib-Tone с первоначальным тиражом в 1000 экземпляров, которые были мгновенно распроданы. Несмотря на ограниченный тираж, сингл получил признание критиков и вошёл в список десяти лучших синглов года по мнению редакции газеты New York Times.

### I.R.S. Records и первая популярность: 1982—1986
В октябре 1981 года R.E.M., также с Митчем Истером в качестве продюсера, записали мини-альбом Chronic Town, планируя выпустить его на новом независимом лейбле — Dasht Hopes. Тем временем, фирма I.R.S. Records приобрела демозапись первой студийной сессии группы, записанную с Истером, которая циркулировала в виде бутлега на протяжении нескольких месяцев. Группа отклонила предложение крупного лейбла RCA Records в пользу I.R.S., с которой они подписали контракт в мае 1982 года. I.R.S. выпустила Chronic Town в августе того же года в качестве первого релиза группы в США. Обозреватель журнала New Musical Express (NME) в своей рецензии на мини-альбом оценил мистическую ауру песен и пришёл к выводу, что «R.E.M. звучат достоверно, доставляет удовольствие слушать столь естественную и качественную запись».
Руководство I.R.S. познакомило участников группы со Стивеном Хейгом, который должен был спродюсировать их дебютный альбом. Однако музыкантам не понравилась его зацикленность на технической составляющей будущего альбома, и они попросили, чтобы лейбл позволил им записать эту пластинку с Митчем Истером. Лейбл согласился на «пробную» сессию, благодаря чему группа смогла вернуться в Северную Каролину и записать песню «Pilgrimage» с Истером и его помощником — Доном Диксоном. Услышав эту композицию, руководство лейбла согласилось с выбором группы в пользу Истера и Диксона. После неудачного опыта с Хейгом музыканты записывали альбом, отказавшись от использования модных в рок-музыке того времени клише, таких как гитарные соло или синтезаторы, чтобы придать своей музыке вневременной дух. Выпущенный в 1983 году Murmur был тепло встречен музыкальными критиками; в частности, журнал Rolling Stone поместил этот альбом в свой список лучших записей года. Лонгплей достиг 36-й позиции в хит-параде Billboard. Перезаписанная версия «Radio Free Europe» стала главным синглом альбома и достигла 78-го места в американском чарте синглов. Несмотря на благосклонную критику, продажи альбома были низкими — лишь около 200 тысяч экземпляров, что было расценено руководством I.R.S. как провал.
В октябре 1983 года R.E.M. впервые выступили на телевидении, сыграв в передаче «Late Night with David Letterman», где группа исполняла новую, ещё не получившую название песню. Композиция, впоследствии названная «So. Central Rain (I’m Sorry)», стала первым синглом со второго альбома группы — Reckoning (1984), который был также записан с Истером и Диксоном. Пластинка получила положительные отзывы от СМИ; редактор NME Мэт Сноу писал, что альбом Reckoning «подтверждает — R.E.M. одна из самых восхитительных групп на планете». Несмотря на то, что Reckoning достиг 27-й строчки в чарте Billboard — необычайно высокая позиция для группы, играющей в стиле колледж-рок в то время — скудная ротация и неэффективная дистрибуция за границей привели к тому, что альбом провалился в зарубежных хит-парадах, добравшись лишь до 91-го места в главном чарте Великобритании.

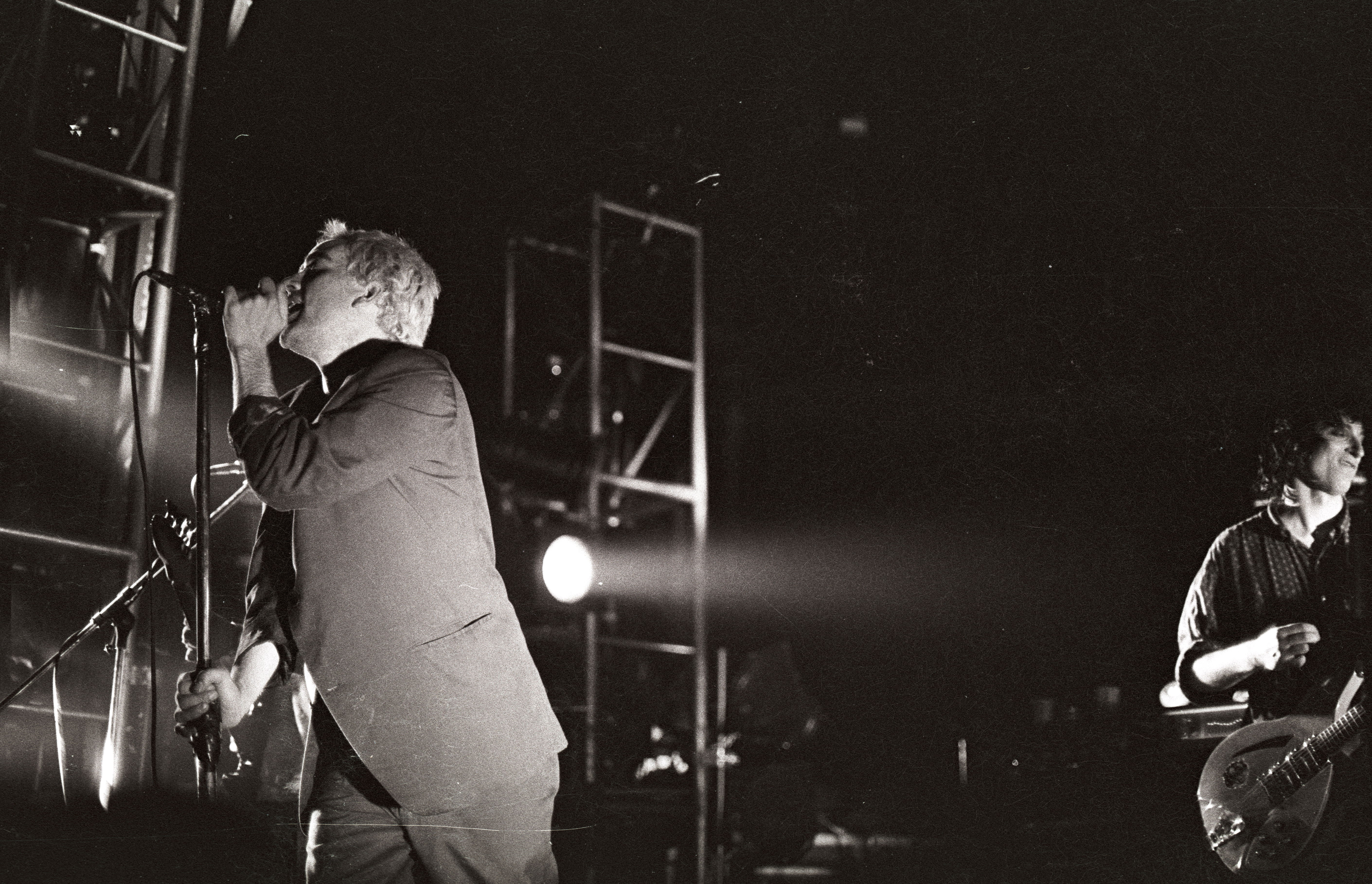
Стайп и Бак на концерте в 1985 году

Третий альбом R.E.M. — Fables of the Reconstruction (1985) — продемонстрировал перемены в звучании коллектива. На этот раз вместо Истера и Диксона R.E.M. пригласили продюсировать свою запись Джо Бойда, ранее сотрудничавшего с группой Fairport Convention и Ником Дрейком. Работа над альбомом проходила в Англии. Во время сессий музыканты столкнулись с бытовыми трудностями, проблемы возникли из-за холодной зимней погоды и плохой пищи; дошло до того, что группа была на грани распада. Мрачная атмосфера во время работы над альбомом сказалась на его характере. Стайп сочинял тексты песен, вдохновляясь тематикой южной готики, отметив в интервью 1985 года, что он был увлечён «самой идеей о стариках, сидящих у костра, рассказывая… легенды и сказки своим внукам». На тот момент Fables of the Reconstruction стал самой коммерчески успешной записью, изданной на лейбле I.R.S. Records в США, однако был плохо принят в Европе; отзывы критиков были смешанными, причём некоторые рецензенты считали его скучным и плохо записанным. Как и в случае с предыдущим альбомом, синглы из Fables of the Reconstruction были в основном проигнорированы центральными радиостанциями. Между тем, у руководства I.R.S. Records вызывал всё большее раздражение тот факт, что группа не стремилась достичь успеха у массового слушателя.
Для записи своего четвёртого альбома R.E.M. привлекли продюсера Дона Гемана, ранее работавшего с Джоном Мелленкампом. На получившейся в результате пластинке Lifes Rich Pageant (1986) вокал Стайпа был выдвинут на передний план относительно музыки. В интервью Chicago Tribune в 1986 году Майк Миллз сказал: «Майкл совершенствует своё исполнение, он становится более уверенным в своих силах. Я думаю, это находит отражение в силе его голоса». Продажи альбома заметно улучшились по сравнению с Fables of the Reconstruction, и в итоге он достиг 21-го места в чарте Billboard. Сингл «Fall on Me» также входил в ротацию на коммерческом радио. Lifes Rich Pageant был первым альбомом группы, который был сертифицирован как «золотой» с продажами более 500 тысяч экземпляров. Хотя американские студенческие радиостанции оставались основной аудиторией R.E.M., а на коммерческих радиостанциях их музыка все ещё не пользовалась популярностью, коллектив постепенно начинал создавать мейнстримовые рок-хиты, способные пробиться в чарты . После успеха Lifes Rich Pageant I.R.S. выпустил Dead Letter Office — сборник, составленный из композиций, записанных группой в ходе студийных сессий, многие из которых прежде были выпущены в качестве би-сайдов или не были изданы вовсе. Вскоре после этого I.R.S. составил музыкальный видеокаталог R.E.M. (за исключением клипа «Wolves, Lower») под названием Succumbs, ставший первым видеорелизом группы.

### Прорыв и успех: 1987—1993
Несовпадение графиков не позволяло Дону Геману принять участие в работе над следующим диском R.E.M., поэтому он предложил группе воспользоваться услугами Скотта Литта. В итоге Литт будет продюсером следующих пяти альбомов группы. Лонгплей Document (1987) содержал некоторые из наиболее политизированных песен Стайпа, в частности «Welcome To the Occupation» и «Exhuming McCarthy», которые были реакцией на консервативную политическую обстановку в 1980-х годах, во время правления Рональда Рейгана. Джон Парелес из The New York Times написал в своей рецензии на альбом: «Document — одновременно уверенная и вызывающая работа; если R.E.M. собираются перейти от статуса культовой группы к массовой аудитории, альбом не оставляет сомнений, что группа сделает это на своих собственных условиях». Document ознаменовал прорыв в истории группы, и первый его сингл — «The One I Love» — попал в Top 20 хит-парадов США, Великобритании и Канады. К январю 1988 года Document стал первым лонгплеем группы, продажи которого составили более миллиона копий. Журнал Rolling Stone отметил успех группы, объявив R.E.M. «лучшей рок-н-ролльной группой Америки».
Разочаровавшись в I.R.S. Records из-за того, что их записи не получили должной зарубежной дистрибуции, R.E.M. расстались с этой компанией сразу по истечении контракта и подписали договор с одним из ведущих лейблов — Warner Bros.. Тем не менее I.R.S. Records, используя свои права на музыкальный материал, выпустили в 1988 году сборник Eponymous, в который вошло большинство синглов группы и некоторые раритеты. В том же году R.E.M. записали в Нашвилле (штат Теннесси) свой первый альбом на новом лейбле — Green. Новый диск отражал эксперименты группы со своим звучанием. Композиции пластинки колеблются от оптимистичного первого сингла — «Stand» (хит в США) — до более политизированного материала, такого как «Orange Crush» и «World Leader Pretend», в которых затрагиваются темы конфликта во Вьетнаме и «холодной войны» соответственно. Продажи альбома составили более 4 миллионов копий по всему миру. В поддержку диска было организовано самое большое и наиболее технологически оснащённое турне группы за всю её историю, которое включало видеоролики, проецировавшиеся на задник сцены и съёмку артхаусного фильма. После гастролей музыканты решили взять перерыв на весь следующий год, это был первый длительный перерыв в карьере группы.

Скотт Литт спродюсировал серию прорывных альбомов R.E.M. в 80-х и 90-х годах

В середине 1990 года R.E.M. возобновили творческий процесс, начав работу над своим седьмым альбомом — Out of Time. В отличие от предыдущих пластинок, во время сочинения музыки использовались нетипичные рок-инструменты: мандолина, орган и акустическая гитара. Выпущенный в марте 1991 года Out of Time был первым альбомом группы, достигшим вершины чартов по обе стороны Атлантики. К 1996 году продажи записи составили 4,2 миллиона копий в США и около 12 миллионов по всему миру. Первый сингл альбома — «Losing My Religion» — стал международным хитом, который получил широкую ротацию на радио, а его музыкальное видео — на MTV. «Losing My Religion» стал самым успешным синглом группы в США, достигнув 4-й строчки в чарте Billboard. «В нашей карьере было очень немного событий, кардинально менявших жизнь, потому что наш творческий путь был очень размеренным» — заявил Майк Миллз несколько лет спустя, — «Если Вы хотите поговорить о переменах в жизни, я думаю, „Losing My Religion“ является самым ярким примером». Второй сингл альбома — «Shiny Happy People» (одна из трёх песен с вокалисткой Кейт Пирсон, участницей другой группы из Атенс — B-52's) — также стал хитом, достигнув 10-го места в США и 6-го в Великобритании. Out of Time завоевал для R.E.M. семь номинаций на премию «Грэмми», больше чем у любого другого исполнителя в 1992 году. Группа выиграла три награды — в номинациях «Лучший альтернативный музыкальный альбом», «Лучшее короткометражное музыкальное видео» и «Лучшее вокальное поп-исполнение дуэтом или группой», из них две последние за песню «Losing My Religion». R.E.M. не стали проводить турне в поддержку Out of Time; вместо этого группа отыграла несколько отдельных концертов, в том числе появилась в одном из выпусков телепередачи MTV Unplugged.
По прошествии нескольких месяцев R.E.M. вернулись в студию для записи своего следующего альбома. В конце 1992 года группа выпустила Automatic for the People. Хотя музыканты после «мягких» композиций Out of Time планировали записать альбом, по стилю более близкий к хард-року, в музыке которого будут господствовать гитары, по мнению критика журнала Melody Maker, песни в мрачном Automatic for the People «[кажется], получились ещё более мучительно-замедленными». Альбом затрагивал темы утраты и скорби, вдохновлённые, по словам Бака, «чувством… кризиса среднего возраста». Несколько песен содержали струнные аранжировки бывшего басиста Led Zeppelin Джона Пола Джонса. По мнению ряда критиков (а также Бака и Миллза), это был лучший альбом группы. Automatic for the People достиг № 1 и № 2 в хит-парадах Великобритании и США соответственно и включал ряд хит-синглов: «Drive», «Man on the Moon» и «Everybody Hurts». Все они попали в американский Top 40. Альбом был продан в количестве 10 миллионов копий по всему миру. Как и в случае с Out of Time, группа не стала организовывать гастроли. Решение отказаться от турне, в сочетании с тем, как скверно в это время выглядел Стайп, породили слухи, что певец умирает или болен СПИДом, которые категорически отрицались группой.

### MonsterиNew Adventures in Hi-Fi: 1994—1996
После того, как группа выпустила два «медленных» альбома подряд, альбом 1994 года Monster стал, по словам Бака, «„рок“-записью, со словом „рок“ в кавычках». В отличие от звучания предыдущих дисков, в музыке Monster инструментальные наложения сведены к минимуму, она полна искажённых гитарных тонов и характерных чёрточек глэм-рока 1970-х. Как и Out of Time, Monster возглавил чарты в США и Великобритании. Альбом был продан в количестве около 9 миллионов копий по всему миру. Синглы «What’s the Frequency, Kenneth?» и «Bang and Blame» были последними синглами R.E.M., которые попали в американский Top 40, хотя все синглы с Monster достигли Top 30 в британском чарте.
В январе 1995 года R.E.M. отправились в свой первый тур за последние шесть лет. Тур имел огромный коммерческий успех, но гастроли оказались трудными для самих музыкантов. 1 марта Берри рухнул на сцене во время выступления в Лозанне (Швейцария), перенеся мозговую аневризму. Операция была проведена незамедлительно, и он полностью выздоровел в течение месяца. Аневризма Берри была только началом целой серии проблем со здоровьем, с которыми группа столкнулась во время Monster Tour. В июле Миллз перенёс операцию по удалению кишечной спайки; месяц спустя Стайпу было произведено экстренное грыжесечение. Несмотря на все проблемы, во время гастролей R.E.M. записали часть нового альбома. Концертный материал, записанный на восьмидорожечные магнитофоны, стал основой частью New Adventures in Hi-Fi. Во время трёх последних шоу Monster Tour группа сняла концертный фильм, который вышел на видеокассетах под названием Road Movie.
В 1996 году группа продлила контракт с лейблом Warner Bros. Сумма нового контракта, по данным СМИ, составила 80 миллионов, что делало его крупнейшим в истории шоу-бизнеса на тот момент. Альбом New Adventures in Hi-Fi дебютировал на второй строчке в США и на первой — в Великобритании. Было продано пять миллионов дисков, что являлось довольно скромным результатом по сравнению с тиражами двух предыдущих пластинок R.E.M.. Обозреватель журнала Time Кристофер Джон Фэрли предположил, что продажи альбома оказались меньше прогнозируемых из-за снижения коммерческого интереса к альтернативному року в целом. В том же году R.E.M. расстались с менеджером Джефферсоном Холтом, предположительно из-за предъявления ему обвинений в сексуальном домогательстве со стороны одного из членов офиса группы в Атенсе. Обязанности менеджера после разрыва с Холтом взял на себя адвокат группы Бертис Даунс.

### Уход Берри иUp: 1997—2000

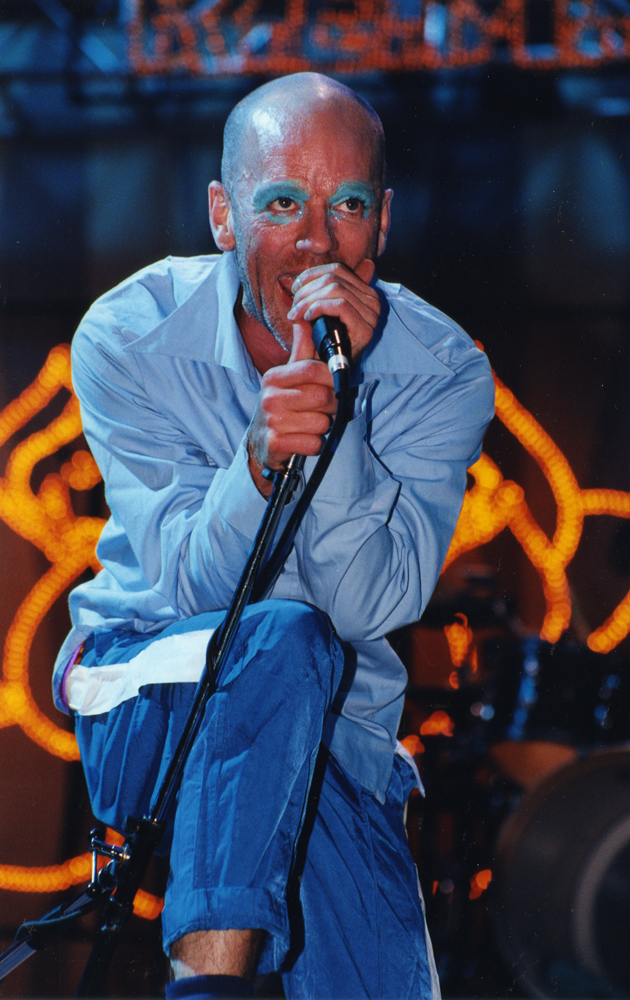
Стайп на фестивале Гластонбери в 1999 году

В апреле 1997 года группа собралась в доме Бака на Кауаи, чтобы записать материал для нового альбома. Музыканты стремились переосмыслить своё звучание, намереваясь добавить лупы и другие эксперименты с ударными. К октябрю, когда должны были начаться сессии, Берри после нескольких месяцев размышлений и дискуссий с Даунсом и Миллзом решил объявить группе, что он уходит. Обращаясь к свои товарищам, Берри сказал, что он не уйдёт, если это станет причиной распада группы, поэтому Стайп, Миллз и Бак согласились продолжить свой творческий путь как трио с его благословения. Три недели спустя Берри публично объявил о своём уходе, заявив журналистам: «Всё дело в том, что теперь у меня нет былого энтузиазма, дабы продолжать заниматься этим дальше… У меня была самая лучшая работа в мире. Но сейчас я готов расслабиться и пораздумать, и, возможно, перестать быть поп-звездой». Стайп признал, что группа претерпит некоторые изменения после ухода одного из ключевых участников: «Что касается меня, Майка, и Питера как группы R.E.M., будем ли мы по-прежнему R.E.M.? Я думаю, что трёхногая собака — все ещё собака. Она просто должна научиться бежать по-другому».
Из-за ухода Берри музыканты отменили все запланированные студийные сессии. «Без Билла всё было по-другому, это сбивало с толку», — вспоминал Миллз позже. — «Мы не знали наверняка, что нам делать. Мы не могли репетировать без барабанщика». Музыканты возобновили работу над альбомом в феврале 1998 года в студии Toast Studios в Сан-Франциско. Группа завершила своё десятилетнее сотрудничество со Скоттом Литтом и наняла Патрика Маккарти продюсировать запись. Найджел Годрич был приглашён в качестве ассистента продюсера, также приглашения получили бывший участник группы Screaming Trees Барретт Мартин и концертный барабанщик группы Бека Хэнсена — Джоуи Уэронкер. Записи проходили напряжённо, и группа вновь была близка к распаду. Бертис Даунс организовал экстренное собрание, где участники группы обсудили накопившиеся проблемы и договорились продолжить выступать единым коллективом, и к октябрю 1998 года был записан альбом Up. Первый сингл пластинки — «Daysleeper» — дебютировал в первой десятке чартов США и Великобритании. Тем не менее альбом был не так успешен, как предыдущие записи R.E.M. К середине 1999 года его продажи составляли около 900 тысяч экземпляров в США, а в конечном итоге по всему миру он разошёлся в количестве 2 миллионов копий. В то время как продажи R.E.M. на родине музыкантов падали, группа набирала коммерческую популярность в Великобритании, где их записей продавалось больше, чем в любой другой стране, а синглы регулярно попадали в Top 20.
Спустя год после выпуска Up R.Е.М сочинили инструментальную партитуру для биографического фильма об Энди Кауфмане — «Человек на Луне». Это был их первый подобный опыт. Фильм получил своё название по одноимённой песни из альбома Automatic for the People, в тексте которой присутствуют многочисленные ссылки на Кауфмана, чьим ярым фанатом являлся Стайп. Композиция «The Great Beyond» из саундтрека к фильму была выпущена в качестве сингла. «The Great Beyond» достиг лишь 57-й строчки в чарте Billboard, но стал самым успешным синглом группы в Великобритании, добравшись в 2000 году до третьего места в чарте.

### RevealиAround the Sun: 2001—2005

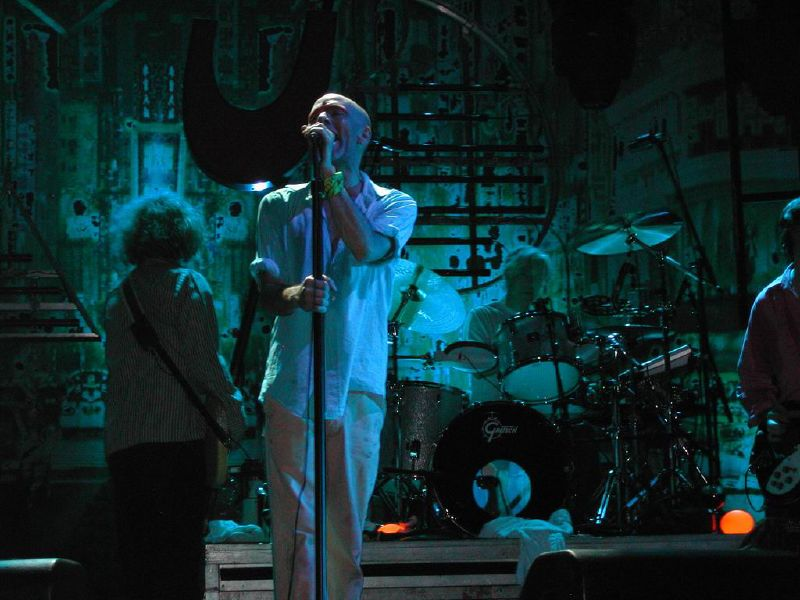
R.E.M. на концерте в Падуе (2003 год)

R.Е.М. записали большую часть своего двенадцатого альбома, Reveal (2001), в Канаде и Ирландии с мая по октябрь 2000 года. Reveal записан в том же «мрачном темпе», что и предшествовавший ему альбом Up, барабанщиком при записи вновь выступил Джоуи Уэронкер, также внесли свою лепту ударники Скотт Маккоги (соучредитель группы The Minus 5 с Питером Баком) и Кен Стрингфеллоу (основатель группы «The Posies»). Продажи альбома по всему миру составили более 4 миллионов копий, а в США Reveal разошёлся примерно в таком же количестве, как и его предшественник Up. Первый сингл альбома, «Imitation of Life», достиг 6-й строчки в чарте Великобритании. Редактор журнала Rock's Backpages Эл Фристон описал альбом как «наполненный золотым очарованием в каждом музыкальном пассаже», выигрывая в сравнении с «недостаточно убедительной работой группы в New Adventures in Hi-Fi и Up». Роб Шеффилд из журнала Rolling Stone описал Reveal как «духовное обновление, берущее начало в обновлении музыкальном», и с восторгом отозвался о его «нескончаемой поразительной красоте».
В 2003 году лейбл Warner Bros. выпустил сборник In Time: The Best of R.E.M. 1988–2003, в который вошли две новые песни «Bad Day» и «Animal». В том же году Берри неожиданно выступил с группой на сцене во время концерта R.Е.М. в городе Роли (штат Северная Каролина), исполнив бэк-вокал на треке «Radio Free Europe», а затем сев за барабанную установку, чтобы исполнить с товарищами композицию «Permanent Vacation». Это было его первое выступление с группой с момента расставания.
В 2004 году R.E.M. выпустили новый альбом — Around the Sun. В период работы над этим диском Стайп заявил: «Новые темы звучат так, как будто после двух последних записей мы теперь повернули на ещё неизвестную для R.E.M. территорию. Этакий примитивный вой». После выхода пластинки Миллз сказал: «Мне кажется, он оказался немного медленнее, чем мы хотели, если говорить об общем темпе песен». Around the Sun получил неоднозначные отзывы критиков и добрался в хит-параде Billboard лишь до 13-й строчки. Первый сингл альбома — «Leaving New York» — стал хитом и попал в британский Top 5. Для записи пластинки и последующего тура группа наняла нового полноценного барабанщика — Билла Рифлина, который ранее был участником группы Ministry. В конце 2004 года R.E.M. гастролировали с Брюсом Спрингстином, Джексоном Брауном, Pearl Jam, Bright Eyes и другими музыкантами в турне, носившем название Vote for Change. Тур проводился в связи с американскими выборами 2004 года, и многие музыканты призывали не голосовать за Джорджа Буша-младшего, а поддержать его оппонента Джона Керри. В течение 2005 года группа провела мировые гастроли — впервые со времён турне Monster Tour, состоявшегося десятью годами ранее. Во время этого тура R.E.M. выступили в лондонском Гайд-парке на фестивале Live 8.

### Accelerateи распад группы: 2006—2011
В 2006 году лейбл EMI, которому принадлежит музыкальный каталог I.R.S. Records (в том числе записанный в годы сотрудничества с этой фирмой материал R.E.M.), выпустил сборник, охватывающий творческий период группы с 1982 по 1987 годы — And I Feel Fine… The Best of the I.R.S. Years 1982—1987. Одновременно с этим сборником был издан DVD When the Light Is Mine: The Best of the I.R.S. Years 1982—1987, посвящённый тому же периоду. Осенью того же года все четверо членов изначального состава группы выступили на церемонии избрания R.E.M. в Зал музыкальной славы штата Джорджия. Во время репетиции церемонии музыканты записали кавер-версию песни Джона Леннона «#9 Dream» для альбома Instant Karma: The Amnesty International Campaign to Save Darfur. Песня была выпущена в качестве сингла в поддержку организации «Международная амнистия», это была первая студийная запись Билла Берри вместе со своими бывшими коллегами после его ухода из R.E.M.. В октябре 2006 года, сразу, как только это стало возможно (номинация допускается не ранее чем спустя 25 лет после выхода первого сингла исполнителя), R.E.M. были номинированы на введение в Зал славы рок-н-ролла и оказались в числе пяти победителей, внесённых в списки Зала славы. Торжественная церемония прошла в нью-йоркском отеле «Уолдорф-Астория» (12 марта 2007 года), Эдди Веддер произнёс спич, после чего R.E.M. исполнили четыре песни полным первоначальным составом, вместе с Биллом Берри.

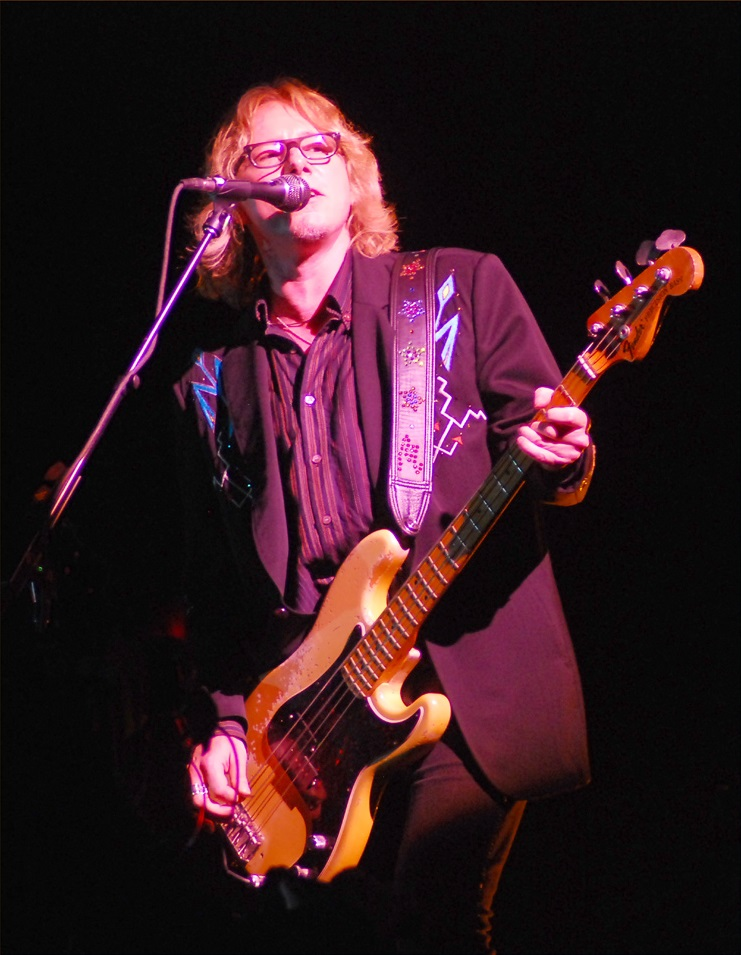
Майк Миллз в 2008 году

Работа над четырнадцатым альбомом группы стартовала в начале 2007 года. R.E.M. сделали демозапись с продюсером Джекнайфом Ли в Ванкувере и Дублине, где они в рамках «рабочей репетиции» выступали пять вечеров подряд, с 30 июня по 5 июля, на сцене Olympia Theatre, между 30 июня и 5 июля. В октябре 2007 года был выпущен R.E.M. Live — первый концертный альбом группы, в который вошли композиции, записанные на Дублинском шоу 2005 года. В 2009 году музыканты выпустили ещё один концертный диск — Live at The Olympia. Годом позже свет увидел четырнадцатый альбом группы — Accelerate. Лонгплей стартовал в чарте Billboard со второго места и стал восьмым альбомом R.E.M., достигшим вершины британского хит-парада. Дэвид Фрике из журнала Rolling Stone назвал Accelerate «одной из лучших записей R.E.M. за всю их карьеру», отметив, что группа впервые после ухода Берри обрела целостность. В 2010 году музыканты выпустили новый концертный DVD R.E.M. Live from Austin, TX, записанный на телешоу Austin City Limits в 2008 году. В мае 2010 года стартовала студийная сессия для следующей пластинки R.E.M., большая часть материала была записана летом в Берлине, Нэшвилле и Новом Орлеане.
7 марта 2011 года был издан последний студийный альбом группы — Collapse into Now. В записи пластинки приняли участие Патти Смит, Эдди Веддер, Peaches и Ленни Кей. Музыканты охарактеризовали новую работу как «масштабную и всеобъемлющую». В отличие от предыдущего диска, на котором были собраны короткие и динамичные композиции, музыканты, по словам Майка Миллза, «в этот раз хотели достичь большего разнообразия и не ограничивали себя каким-то одним типом песен». «На диске можно будет обнаружить парочку медленных и красивых композиций, несколько треков среднего темпа и три-четыре рок-боевика» — подытожил бас-гитарист. Диск дебютировал на пятом месте в хит-параде Billboard 200 и возглавил швейцарский и немецкий чарты. В целом альбом получил положительные отзывы от критиков и имеет высокий рейтинг на сайте Metacritic.
21 сентября 2011 года, через полгода после выхода Collapse into Now, участники R.E.M. объявили о прекращении деятельности группы. На официальном сайте R.E.M. были размещены комментарии участников коллектива. Майкл Стайп, Майк Миллз и Питер Бак сообщили, что между ними нет никаких конфликтов, но они решили, что «со сцены следует уходить вовремя». В заявлении говорится, что музыканты «уходят с чувством благодарности, завершённости и изумления от всего, чего им удалось добиться».
25 июня 2019 года The New York Times Magazine назвал R.E.M. среди сотен исполнителей, чей материал, как сообщается, был уничтожен во время пожара в Universal Studios Hollywood 2008 года.

## Музыкальный стиль
В интервью 1988 года Питер Бак описал типичную песню R.E.M. следующими эпитетами: «минорная тональность, средний темп, загадочная, наполовину фолковая, наполовину рок-балладная вещь. Это — то, что всем приходит на ум, и, в определённой степени, это правда». Авторство в написании песен приписывается всем членам группы, хотя иногда отдельные музыканты вносят бо́льший вклад в конкретную песню. Каждому музыканту дано равное право голоса в процессе написания песен; однако Бак признал, что Стайпа, как основного автора текстов, редко удаётся убедить следовать идее, которая ему не нравится. В период «золотого» состава группы существовало разделение труда в процессе написания песен: Стайп сочинял тексты, а также придумывал мелодии, Бак подкидывал идеи из новых музыкальных направлений, а Миллз и Берри могли «тонко настроить» и довести «до ума» эти композиции благодаря своему большому музыкальному опыту.
Биограф Дэвид Бакли описал вокальный стиль Майкла Стайпа, как «плачушие, причитающие, гибкие голосовые конструкции». В композициях группы Стайп часто поёт унисон с Миллзом, их вокал сочетается в вокальных гармониях; так, в припеве композиции «Stand» голоса Миллза и Стайпа чередуются, создавая эффект диалога. Ранние статьи в прессе, посвящённые группе, много внимания уделяли стилю пения Стайпа (в газете Washington Post названному «бормочущим»), из-за которого в первых альбомах зачастую было сложно понять слова. Автор журнала Creem Джон Мортланд написал в своём обзоре альбома Murmur: «Я все ещё понятия не имею, о чём эти песни, потому что ни я, ни кто-либо из тех, кого я знаю, так и не смогли разобрать слова». В 1984 году Стайп прокомментировал свой стиль исполнения: «Просто я так пою. Если бы я пытался это контролировать, получилось бы довольно фальшиво». Во время записи Fables of the Reconstruction продюсер Джо Бойд убедил Стайпа начать петь более разборчиво.
В 1994 году, во время общения в онлайн-чате, Стайп назвал текст песни «Sitting Still» из альбома Murmur «бессмыслицей», подчеркнув: «Во многих из ранних песен, по сути, нет слов. Я даже не могу их вспомнить». Биографы считают, что Стайп вместо сочинения текста в это время просто подбирал нравящуюся ему комбинацию звуков. Вокалист объяснял, что в 1984 году, когда он начал писать тексты, они были похожи на «простые картинки», но через год он устал от этого подхода и начал экспериментировать с текстами, которые не имели прямого смысла, формируя свой творческий почерк. В середине 1980-х годов, когда вокал Стайпа начал становиться более разборчивым, группа решила, что его тексты должны передавать идеи на более понятном уровне. Миллз объяснил: «После того, как вы записали три альбома и сочинили череду песен, и их тексты становятся всё лучше и лучше, на следующем этапе найдётся кто-то, кто спросит, а есть ли вам что сказать? И на тот момент Майкл уже мог достаточно уверенно ответить „да“». Тематика песен стала более серьёзной — «Cuyahoga» и «Fall on Me» из Lifes Rich Pageant касались тем загрязнения окружающей среды, а в альбомах Document и Green Стайп пошёл ещё дальше, затронув в своих текстах политические проблемы. «Наша политическая активность и содержание песен были реакцией на то, где мы жили, и то, что нас окружало… а это был безнадёжный кошмар» — заявлял Стайп, — «В 1987 и 1988 годах нельзя было не быть политически активным». В дальнейшем Стайп касался и других тем в своём творчестве. Так, альбом Automatic for the People затрагивал тему жизни и смерти, что сам Стайп определял как «Довольно напыщенный материал» — по мнению автора, а на пластинке Monster он подверг критике любовь и массовую культуру.

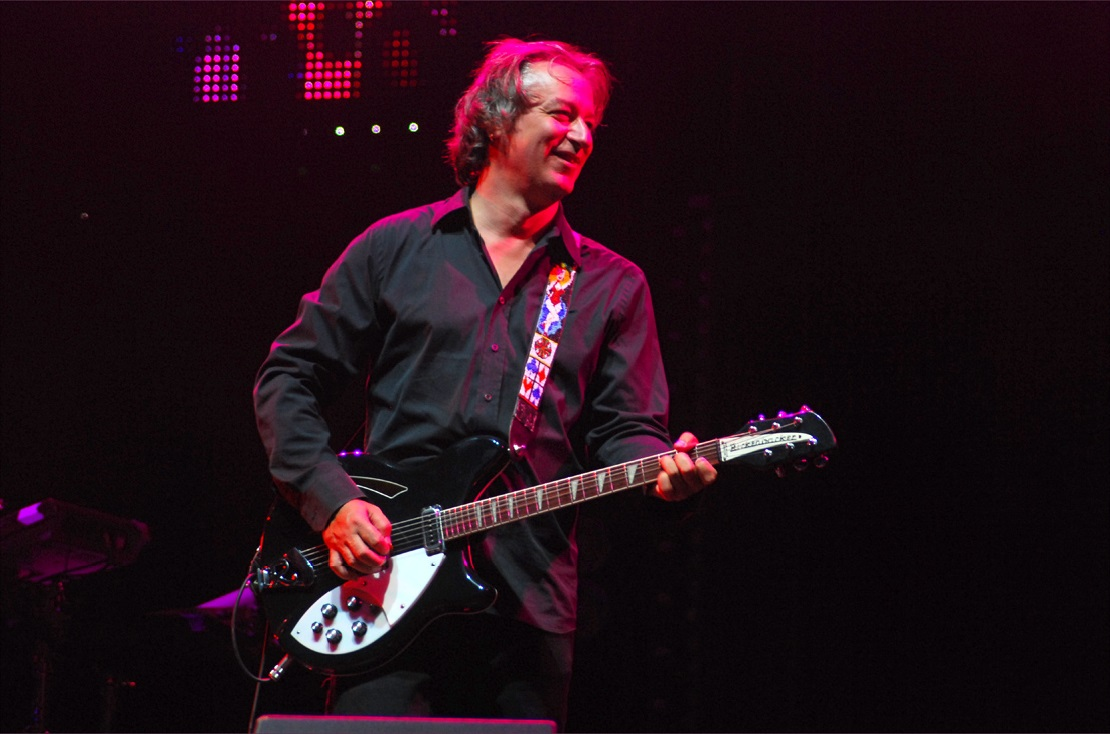
Стиль игры Бака определил звук R.E.M.

Многие выделяют технику игры гитариста Питера Бака, как наиболее отличительную особенность музыки R.E.M. На протяжении 80-х годов «лаконичный, наполненный арпеджио, поэтичный» стиль гитариста напоминал британским журналистам более раннюю американскую музыку, а именно творчество фолк-рок группы The Byrds. Бак говорил, что гитарист The Byrds Роджер Макгуинн оказал на него большое влияние, но ещё больше его вдохновляли группы, находившиеся под влиянием The Byrds, в том числе Big Star и The Soft Boys. Из современников его стиль сравнивали с гитаристом Джонни Марром из альтернативной рок-группы The Smiths. Несмотря на то, что, по словам Бака, он является поклонником этой группы, гитарист рассказывал, что поначалу критиковал The Smiths просто потому, что ему надоел частый вопрос от фанатов, «повлияло ли на его стиль игры творчества Джонни Марра», чья группа фактически появилась после R.E.M. Бак обычно старался не солировать, в 2002 году так объяснив причину: «Я знаю, что, когда гитаристы выдают крутое соло, люди с ума сходят, но песни, которые я пишу, для такого не подходят, и я не стремлюсь такое писать. Я могу сыграть такое, если будет нужно, но я не люблю соло».
Мелодический стиль Майка Миллза в игре на бас-гитаре был вдохновлён Полом Маккартни из The Beatles и Крисом Сквайром из Yes; Миллз говорил: «Я всегда играл мелодичный бас, в некотором смысле, как басовый аккомпанемент на фортепиано… Я никогда не хотел играть в традиционном стиле, когда роль баса ограничена заданием ритма, как у ударных, и тоники». В начале карьеры у Миллза было больше музыкальной практики, чем у его товарищей по группе, что, по его словам, помогало «воплотить абстрактные музыкальные идеи в реальность».

## Влияние

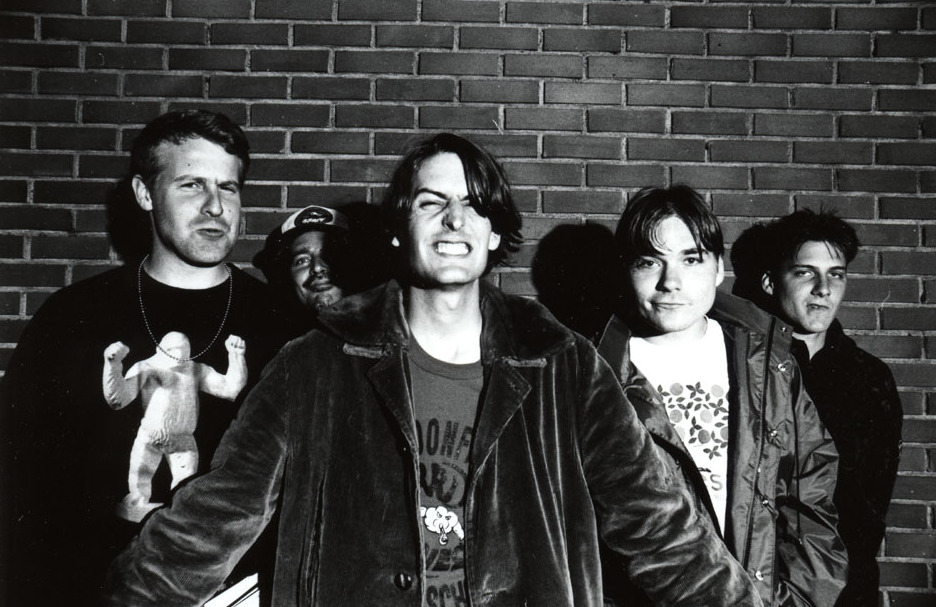
Американский коллектив Pavement — одна из нескольких альтернативных рок-групп, которые отметили влияние музыки R.E.M. на своё творчество; коллектив даже написал песню о своих кумирах — «Unseen Power of the Picket Fence».

R.E.M. сыграли решающую роль в создании и развитии альтернативного рока. Стивен Томас Эрлевайн на сайте Allmusic пишет: «R.E.M. символизируют собой момент, когда постпанк превратился в альтернативный рок». Альтернативный рок, который играли R.E.M., испытывал влияние таких групп, как The Beach Boys, The Byrds, Creedence Clearwater Revival, The Rolling Stones и Патти Смит, и в начале 1980-х контрастировал с постпанком и новой волной — жанрами, которые были его предшественниками. Музыкальный журналист Саймон Рейнольдс отметил, что постпанк-движение в конце 70-х и начале 80-х годов «вытеснило из употребления целый ряд музыкальных жанров», в частности музыку 60-х, и что «после демистификации постпанка и схематичности нью-попа было настоящим облегчением услышать музыку уходившую корнями в мистический ужас и экзальтированную покорность судьбе». Рейнольдс сравнил звук группы R.E.M. с музыкой 60-х годов с её «гулкими перезвонами гитар и вокалом в стиле фолк»; он написал, что эта группа «мечтательно и без задней мысли определяет для Америки новые рубежи», назвав её «одной из двух наиболее важных групп современного альтернативного рока». Выпустив альбом Murmur, R.E.M. оказали ключевое влияние (музыкальное и коммерческое) на начинающих музыкантов альтернативной сцены — появился ряд последователей, играющих в стиле джангл-поп.
Я не знаю, как эта группа делает то, что делает. Боже, они лучше всех. Они переносят свой успех, как святые, и продолжают сочинять великолепную музыку.
Ранний успех и прорыв R.E.M. послужил источником вдохновения для других альтернативных коллективов. Журнал Spin ввёл термин «Модель R.E.M.», имея в виду карьерные принципы, которыми руководствовалась группа и которые стали примером для других андеграундных исполнителей, вдохновляя их поступать так же. Редактор Spin Чарльз Аарон писал: «Они продемонстрировали, как далеко может пойти андеграундная, воспитанная на панк-роке группа в шоу-бизнесе, не теряя своей творческой честности. Они научились делать дела, не торгуя собой, иначе говоря, они осуществили Американскую Богемную Мечту». Стив Винн из Dream Syndicate отметил в своей статье: «Они изобрели новые правила игры для всех андеграундных исполнителей, будь то Sonic Youth или Replacements, Nirvana или Butthole Surfers. R.E.M. были первопроходцами. В музыкальном плане эти группы сочиняли разные вещи, но R.E.M. были первыми, кто показал, как можно быть знаменитым и оставаться честным». Биограф Дэвид Бакли писал, что в период между 1991 и 1994 годами, когда группа продала приблизительно 30 миллионов альбомов, R.E.M. «были признанными соперниками U2 в борьбе за титул самой великой рок-группы мира». За время своего существования группа продала более 70 миллионов пластинок
Позже такие альтернативные рок-группы, как Nirvana, Pavement и Live, черпали вдохновение в музыке R.E.M. «Когда мне было 15 лет, я жил в Ричмонде, штат Вирджиния, и они были очень важной частью моей жизни, как и жизни всех остальных членов нашей группы» — вспоминал участник Pavement Боб Настанович (англ. Bob Nastanovich). Pavement посвятили песню «Unseen Power of the Picket Fence» из сборника «No Alternative» (1993) двум первым альбомам «R.E.M.». Фронтмен группы Nirvana Курт Кобейн был ярым поклонником R.E.M. и незадолго до своей смерти в апреле 1994 года вынашивал планы о совместном музыкальном проекте со Стайпом.

## Агитация и общественная деятельность
На протяжении всей своей совместной работы участники R.E.M. старались отразить в своём творчестве социальные и политические вопросы. По данным Los Angeles Times, коллектив считается одной из «самых либеральных и политкорректных рок-групп Соединённых Штатов». На страницах этой газеты сообщалось, что участникам группы близко либеральное и прогрессивное мировоззрение. Миллз признался, что иногда между участниками группы возникали разногласия в вопросах о том, кого они могли бы поддержать, но подчеркнул: «Из уважения к людям, которые имеют другую точку зрения, эти дискуссии обычно остаются внутри группы, хотя бы чтобы не сообщать посторонним, в чём содержится суть наших споров, чтобы они не могли использовать это в своих собственных интересах». Например, в 1990 году Бак упомянул, что Стайп сотрудничал с организацией «Люди за этичное обращение с животными», но остальные участники группы в этом не участвовали.

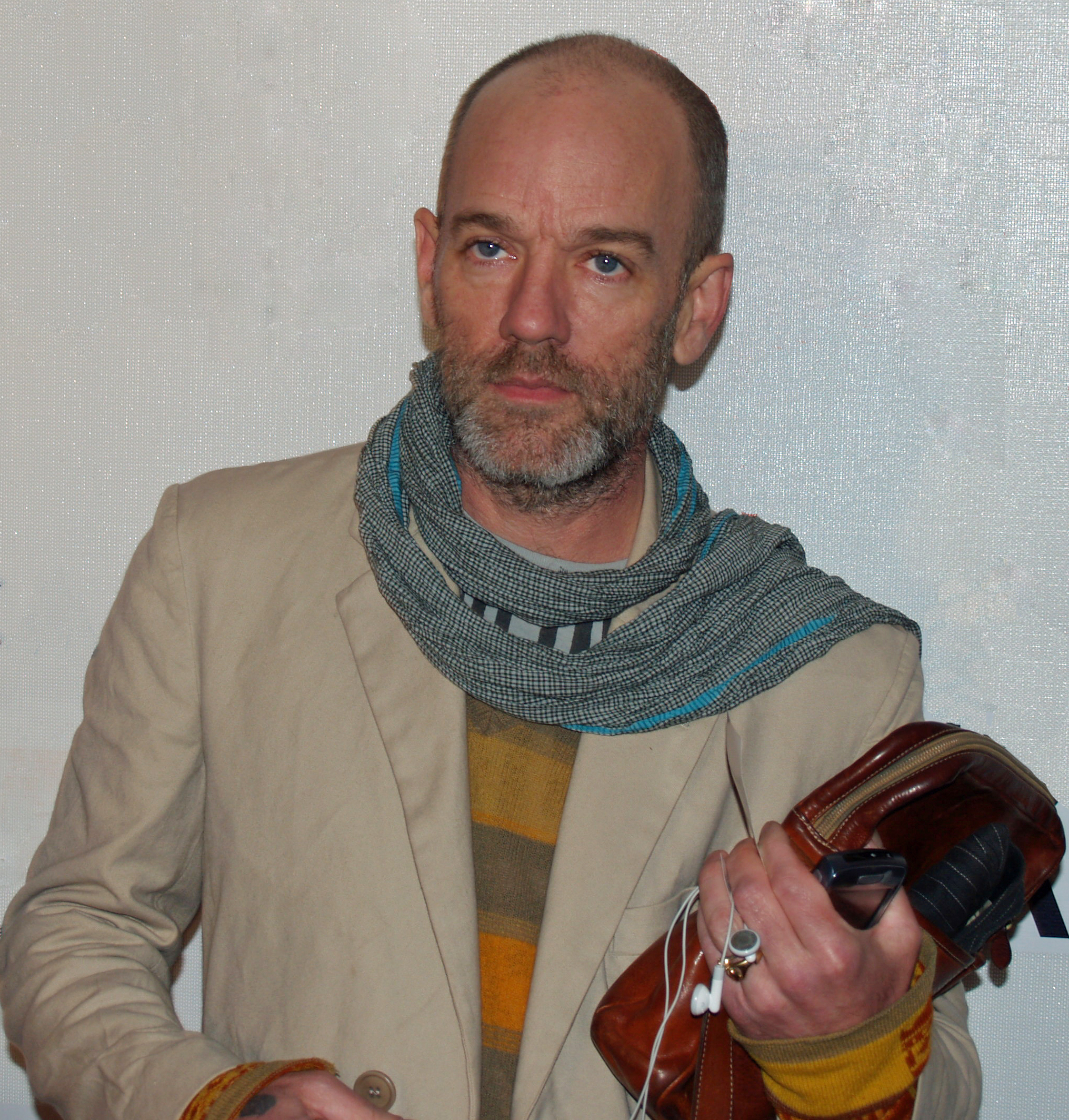
Майкл Стайп использовал свой «звёздный» статус для поддержки различных гуманитарных и политических акций. На фото: Стайп на кинофестивале Tribeca Film Festival (2007), который был создан для сбора средства на восстановление разрушенного района Нью-Йорка (после терактов 11.09.01).

R.E.M. помогали привлекать средства для фондов защиты окружающей среды, феминистических движений и правозащитных организаций, а также принимали участие в кампании по поощрению регистрации избирателей. Во время тура в поддержку альбома Green Стайп выделял время во время концертов, чтобы информировать аудиторию о различных актуальных социально-политических проблемах. В период с конца 1980-х и на протяжении 1990-х годов группа и, в частности, Стайп всё чаще использовали свою известность, чтобы при появлении на центральных телевизионных каналах привлекать общественное внимание к различным социально-политическим вопросам, которые по их мнению были важны. Примером может служить случай, когда группа приняла участие в церемонии MTV Video Music Awards 1991 года: по ходу шоу Стайп сменил полдюжины белых рубашек, на которых были написаны такие лозунги, как «защитим тропические леса», «любовь не имеет цвета» и «контроль за оружием — сегодня!». R.E.M. помогли информировать публику об Аун Сан Су Чжи и нарушениях прав человека в Бирме, когда они работали с организациями «Кампания Свободы» и «Американская кампания для Бирмы». В 1988 году Стайп лично агитировал в поддержку кандидата в президенты от демократической партии, губернатора штата Массачусетс Майкла Дукакиса, который был соперником кандидата от республиканцев — вице-президента Джордж Буша-старшего. В 2004 году группа приняла участие в турне Vote for Change, целью которого было мобилизовать американских избирателей в поддержку кандидата в президенты от демократической партии — Джона Керри. Политическая позиция R.E.M., особенно учитывая их имидж популярной рок-группы, сотрудничающей с рекорд-лейблом, принадлежащим транснациональной корпорации, вызывала критику со стороны некоторых журналистов. В частности, бывший редактор журнала Q Пол дю Нойер подверг критике «либерализм знаменитостей», отметив: «Они выбрали для себя совершенно безопасную манеру бунтовать. Она не сопряжена ни с каким риском нет риска, зато очень помогает удерживать преданных поклонников».
С конца 1980-х годов R.E.M. принимали участие в политической жизни своего родного города Атенса. Как рассказывал Бак рассказал журналу Sounds в 1987 году, «Майкл всегда говорит: „думай о родных местах и заботься о родных местах“… мы делаем многое в нашем городе, чтобы жизнь в нём стала лучше». Группа часто жертвует средства в местные благотворительные организации и фонды и на реставрацию и консервацию исторических зданий города. С политическим влиянием R.E.M. связывались две победы, одержанные Гвен O’Луни с минимальным преимуществом на выборах мэра в 1990-е годы.
Во время избирательной кампании в президенты США в 2015 году Дональд Трамп использовал композицию группы «It’s the End of the World as We Know It» на одном из митингов. Майкл Стайп выразил своё возмущение, назвав этот инцидент «идиотским фарсом», и запретил миллиардеру использовать песни группы в дальнейшем. «Большая часть из вас — унылые, демонстративные, властолюбивые маленькие люди! Не трогайте нашу музыку!» — отозвался об этом инциденте музыкант. Стайп считает, что Трамп использует любые средства, чтобы привлечь внимание общественности, и не желает ему в этом помогать.

## Состав
- Майкл Стайп — ведущий вокал
- Питер Бак — гитара
- Майк Миллз — бас-гитара, фортепиано, вокал, бэк-вокал
- Билл Берри — ударные, перкуссия (1980—1997)

## Дискография
- Murmur (1983)
- Reckoning (1984)
- Fables of the Reconstruction (1985)
- Lifes Rich Pageant (1986)
- Document (1987)
- Green (1988)
- Out of Time (1991)
- Automatic for the People (1992)
- Monster (1994)
- New Adventures in Hi-Fi (1996)
- Up (1998)
- Reveal (2001)
- Around the Sun (2004)
- Accelerate (2008)
- Collapse into Now (2011)